# Légion des Fédérées
Légion des Fédérées eller Kvinnornas federala legion, även kallad kvinnobataljonen, var en fransk militärgrupp för kvinnor, verksam under Pariskommunen 1871.
Gruppen organiserade kvinnor i försvaret av staden och Pariskommunen. Att kvinnor deltog i regelrätt krigföring accepterades inte, men kvinnor delades in i grupper, fick uniformer, standarder och företog offentliga parader. Deras konkreta uppgift var att åta sig militära uppgifter bakom fronten för att frigöra manliga soldater, såsom att rapportera och arrestera desertörer. Efter Pariskommunens fall blev flera av dess medlemmar dömda till straffarbete och deportation.  